# Frederik Herman Rostgaard von der Maase
Frederik Herman Rostgaard von der Maase (11. juni 1800 i København – 23. september 1866 på Turebyholm) var en dansk hofembedsmand.

## Biografi
Han var søn af Frederik Anthon Adam von der Maase og Vilhelmine født Løvenskiold, var besidder af stamhuset Kraagerup (men ejede ikke Krogerup, som i 1810 var solgt til Constantin Brun), blev 1819 kammerjunker, 1828 karakteriseret premierløjtnant, gik 1830 uden for nummer, blev 1837 Ridder af Dannebrog, 1840 karakteriseret ritmester og samme år kammerherre og sat à la suite, blev 1842 Kommandør af Dannebrog, 1846 afskediget som major. Fra 1847 til dronningens død (1852) var han hofchef hos enkedronning Marie Sophie Frederikke.

## Ægteskab og børn
1. februar 1825 ægtede han Maren Olivia Colbiørnsen (1. maj 1796 – 26. november 1877), datter af Christian Colbiørnsen. Han var far til Frederik Christian Rostgaard von der Maase og Christian Rostgaard von der Maase.